# Naples, New York
Naples är en stad i Ontario County i delstaten New York i USA. År 2010 hade Naples 2 502 invånare.